# Pat O'Brien (gitarist)
Patrick (Pat) O'Brien (15 december 1968) was de lead-gitarist van de Amerikaanse deathmetalband Cannibal Corpse.

## Biografie
O'Brien werd geboren in het noorden van Kentucky in een familie van Ierse en Russische afkomst. Hij volgde les aan de Conner High School in Hebron (Kentucky) tot 1983 en woont nu in Tampa, Florida. Zijn hobby's zijn jagen en recreatieschieten.
O'Brien kreeg zijn eerste gitaar op zijn elfde, toen zijn moeder met Kerstmis een akoestische gitaar voor hem kocht. Later, toen hij meer ging oefenen, kreeg hij zijn eerste elektrische gitaar, een kopie van een Gibson SG. Zijn vader kocht ook een Gibson Flying V uit 1974 voor hem.
In zijn jeugd volgde O'Brien gitaarcursussen bij verschillende leraren en studeerde hij klassieke gitaar. Volgens hemzelf zou zijn belangstelling voor de klassieke gitaar zijn ontstaan nadat hij samen met zijn vader een concert van de Spaanse gitarist Andrés Segovia had bijgewoond. O'Brien werd ook geïnspireerd door groepen als AC/DC, Black Sabbath, Deep Purple, Mercyful Fate en Metallica.

## Carrière
O'Brien begon zijn professionele carrière in een reeks bands, soms als tijdelijk bandlid en soms als voltijds lid. In de jaren 80 speelde hij in heavymetalgroepen als Chastain en Prizoner. In de jaren 90 evolueerde O'Brien van heavy metal naar deathmetal. Tussen 1990 en 1992 speelde hij in de death/thrashmetalband Ceremony samen met Steve Tucker, Greg Reed en Shannon Purdon. Ze namen een demo op in 1992 getiteld "Ceremony" en een EP getiteld "The Days before the Death" die slecht in 2000 uitkwam en voor de welke O'Brien de mastering heeft verzorgd samen met Mark Prator. Nadat de groep ontbonden werd, besloot O'Brien om Cincinnati te verlaten en op zoek te gaan naar een nieuwe band. Via de uitwisseling  van cassettes werd hij uiteindelijk ingehuurd door Nevermore, die toen op zoek waren naar een tweede gitarist.
O'Brien verhuisde naar Los Angeles en bleef 2 jaar in de band waarbij hij onder meer deelnam aan de opname van het EP In Memory en het album The Politics of Ecstasy, die beide verschenen in 1996. Hij toerde ook met de groep en speelde in een videoclip voor het nummer "What Tomorrow Knows" van Nevermore's eponieme debuutalbum. Toch voelde hij zich ontevreden met de band en wilde bij voorkeur in een deathmetalgroep spelen.  Na zijn vertrek uit Nevermore, ging O'Brien door een overgangsperiode waarin hij kort mee op toer ging met Monstrosity maar hij bleef enigszins inactief voor de rest van de tijd.

### Cannibal Corpse
In 1997 werd hij benaderd door Cannibal Corpse via meerdere contactpersonen. Na een auditie voor de band, werd O'Brien uiteindelijk een permanent lid in plaats van Rob Barrett. Sindsdien heeft hij op elke album gespeeld, van Gallery of Suicide tot Torture.
Sinds hij lid is geworden van Cannibal Corpse, werd O'Brien erkend voor het schrijven van de meer technisch ingewikkelde nummers van de groep. Een nummer dat zowel de huidige als voormalige bandleden hebben aangehaald als het moeilijkste lied van Cannibal Corpse is "Frantic Disembowelment" van het album The Wretched Spawn. Tot op deze dag heeft de groep dit nummer slechts een keer live gespeeld.

O'Brien wordt vaak geprezen door zijn medeleden en andere muzikanten in de deathmetalscene voor zijn vaardigheid. In de documentaire Centuries of Torment: The First 20 Years verklaarde de bassist Alex Webster: 
"Sommige van zijn ritmische stukken zijn net zo moeilijk als een gitaarsolo het zou kunnen zijn in een andere band."
 De drummer Paul Mazurkiewicz heeft de bijdrage van O'Brien aan de muziek van de band ook geprezen door te zeggen: 
"Hij is echt een essentieel onderdeel van de klank van Cannibal [Corpse]. Zijn liedjes zijn geweldig en we hebben ze zeker nodig op onze cd's."
 O'Brien zelf heeft toegegeven dat hij geneigd is om meer technische uitdagende nummers te schrijven, maar beschouwt dit vaak als een bijproduct van het schrijfproces in plaats van een doel op zich. In tegenstelling tot Webster, Barrett en Mazurkiewicz neemt O'Brien geen deel aan de compositie van de teksten maar concentreert zich eerder op de muziek.

### Slayer
In april 2011 verving O'Brien tijdelijk Gary Holt voor de Europese tour van Slayer. Holt zelf had sinds februari 2011 de gitarist Jeff Hanneman vervangen en moest toen afscheid nemen om met zijn eigen band, Exodus, te kunnen spelen.

### Gastoptreden (studiowerk)
Naast zijn werk met de bovenvermelde bands heeft O'Brien ook een aantal gastoptredens gedaan op het album van verscheidene muzikanten en groepen als Jeff Loomis, Kataklysm, Leather, Lethal en Spawn of Possession.,

## Instrumenten
O'Brien speelt voornamelijk op B.C. Rich Custom Shop JR V's die uitgerust zijn met een EMG 81 element in de brugpositie en een Floyd Rosebrug. Wanneer hij op tournee is, neemt hij vier gitaren mee, een voor de verschillende stemmingen en een reservegitaar. In Cannibal Corpse gebruikt O'Brien momenteel twee stemmingen: Bb standaard en G# standaard. Naast B.C. Rich, wordt hij ook gesteund door RAN Guitars. Beide bedrijven hebben hun respectieve Pat O `Brien signature model uitgebracht. Doorheen zijn carrière heeft O'Brien altijd de voorkeur gegeven aan V-vormige gitaren. Hij bezit de volgende gitaren:
- B.C. Rich JR V 7-snaren,
- B.C. Rich JR V bariton,
- Gibson Flying V (uit 1979 en 1981),
- Jackson Randy Rhoads
- RAN Invader.

Als versterker gebruikt O'Brien Mesa Boogie Triple Rectifiers (2 kanalen) met 4 x 12" kasten, waarvan sommige voorzien zijn van Celestion Vintage 30 luidsprekers en anderen van Electro-Voice EVM12L Black Label Zakk Wylde luidsprekers. Verder gebruikt hij ook een aantal effectpedalen zoals een Robert Keeley gemodificeerde Boss MT-2 Metal Zone, een ISP Technologies Decimator Noise Reduction, een Dunlop Crybaby Wah en een Boss Octaver.

## Discografie
Ceremony
- 1992 - Ceremony (Demo)
- 2000 - The Days Before the Death (EP)

Nevermore
- 1996 - In Memory (EP)
- 1996 - The Politics of Ecstasy

Cannibal Corpse
- 1998 - Gallery of Suicide
- 1999 - Bloodthirst
- 2002 - Gore Obsessed
- 2004 - The Wretched Spawn
- 2006 - Kill
- 2009 - Evisceration Plague
- 2012 - Torture

### Studiowerk
Jeff Loomis
- 2008 - Zero Order Phase

Kataklysm
- 2008 - Prevail

Leather
- 1989 - Shock Waves

Lethal
- 1997 - Your Favorite God (EP)

Spawn of Possession
- 2006 - Noctambulant